# Crain Communications
Crain Comunications Inc. es un conglomerado editorial estadounidense con sede en Detroit, Míchigan.  La compañía publica una gran variedad de diarios comerciales, como Crain Cleveland News, Crain's Chicago Business, Crain's Detroit Business y Crain's Nueva York Business.  Estos medios de comunicación siguen una misma fórmula de negocio e incluyen distintos ámbitos como información financiera, empresas de manufacturas, salud, inmuebles, tecnologías y secciones de administración y de gobierno empresarial. Además del diario impreso, los editores han potenciado sus versiones en Internet.
Crain tiene un importante número de cabeceras comerciales, como Advertising Age, TelevisionWeek, Creativity, Automobilwoche (en alemán), Automotive News, Autoweek, Business Insurance, European Rubber Journal, Investment News, Modern Healthcare, Pensions & Investments, Plastics News, Rubber & Plastics News, Tire Business, Urethanes Technology, Waste and Recycling News o Workforce Management. Además, tiene 13 filiales en otros tantos países.

## Historia
G. D. Crain, que antes fue editor del rotativo Louisville Herald, fundó Crain Comunications en Louisville (Kentucky) en 1916, con solo tres empleados y dos cabeceras: Class (más tarde, Industrial Marketing y ahora llamado BtoB)) y Hospital Management (vendido en 1952).  La sede y el personal se trasladó a Chicago en 1916.
Una nueva cabecera, Advertising Age, fue fundada en 1930. Más tarde, en 1969, la compañía cambió su nombre a Crain Comunications. G. D. Crain murió en 1973 y fue reemplazado por Gertrude Crain, que presidió la compañía hasta 1996. Bajo su mandato, la compañía creció hasta tener 27 diarios y revistas. Más tarde fue su hijo, Keith Crain, el que la reemplazó como presidente en 1997. Tras la muerte de su padre, Rance Crain fue presidente de Crain Comunications en 1974.
Crain tiene 30 cabeceras comerciales y sitios webs en América del Norte, Europa y Asia. La compañía tiene 850 empleados en 14 ubicaciones que abarcan los Estados Unidos, Europa y Asia. En 2001 la compañía reubicó su sede corporativa en el complejo Brewery Park, en la avenida Gratiot de Detroit.

## Publicaciones

### Advertising Age
Fundada en 1930, Adverting Age es una revista variopinta e incluye varias plataformas, como un semanario, sitio web, correo electrónico, pódcast de audio y blogs. Sus anuncios son de empresas de Nueva York. En 2013, Crain BtoB fue absorbida por Pub Age.

### Automotive News
Con sede en Detroit, Automotive News fue fundada en 1925 por Slocum Editorial, más tarde comprado por Crain Comunications en 1971. Se trata de una revista semanal que cubre noticias locales, de empresas, proveedores, ventas y hasta de diseño o ingeniería.  La revista de comercio también cubre internacional automotive noticioso con Automotive Europa Noticiosa, Automobilwoche (una revista alemana para automotive ejecutivos), y Automotive China Noticiosa. La audiencia de Automotive News está dirigida principalmente a comerciantes del automóvil.

### Autoweek
Autoweek, originalmente una revista quincenal dedicada al motor, fue adquirida por Crain Comunicacions en 1977. Publica noticias, reportajes e informes sobre tendencias, productos nuevos o personalidades del mundo del motor. Su sitio web proporciona noticias de última hora, galerías de fotos y pódcast.

### Crain's Chicago Business
Fundado en 1978, Crain's Chicago Business ofrece noticias e información a los ejecutivos y empresariado de Chicago.  El sitio web de la publicación registró más de 175,000 usuarios y su circulación impresa es de 50,000 ejemplares.

### Crain's New York Business
Crain's New York Business tiene ediciones diarias y semanales, en papel y digitales, y se interesa por los más diversos asuntos: economía, educación, salud, hospitales, turismo, recursos humanos, medios de comunicación, ocio, política, inmuebles, restaurantes, venta al detalle, etc.

### Modern Healthcare
Crain Comunications adquirió Moderns Healthcare a la editora McGraw-Hill en 1976. Modern Healthcare cuenta con una revista de impresión semanal, sitio web, tres diarios en línea (Modern Healthcare AM, Daily Dose y Health IT Strategist). Además ofrece correo electrónico, noticias de salud y de tendencias. Modern Healthcare también incluye Modern Physician, revista de consejos y vida sana, avisos y tendencias.

## Administración
Rance E. Crain es actualmente el presidente de la compañía y trabaja como redactor jefe Age Publicitaria, Crain's Chicago Business, Crain's New York Business y TelevisionWeek. Keith Crain es presidente del conglomerado y redactor jefe de Automotive News, Automotive Europe News y Crain's Detroit Business.